# Stephan Kampowski
Stephan Kampowski (* 1972 in Kaufbeuren) ist ein deutscher Anthropologe.

## Leben und Wirken
Er wuchs in Wolfsburg auf. Sein Studium begann er an der Franciscan University of Steubenville, wo er 1998 einem Master in Philosophie und einem weiteren Master in Theologie erwarb. Er studierte am Internationalen Theologischen Institut für Studien zu Ehe und Familie, wo er 2000 ein Lizentiat in Theologie erwarb. Seit 2014 ist er ordentlicher Professor für philosophische Anthropologie am Päpstlichen Institut Johannes Paul II. für Studien über Ehe und Familie in Rom, wo er seit 2005 unterrichtet. Er ist einer der Koordinatoren des Masterstudienlehrgangs Bioethik und Bildung, der zusammen mit dem Bioethikinstitut der Pontificia Università della Santa Croce organisiert wird.

## Schriften (Auswahl)
- als Herausgeber mit Livio Melina und Elio Sgreccia: Neuroscienze, amore e libertà (= Studi sulla persona e la famiglia. Band 13). Libreria Editrice Vaticana, Vatikan 2006, ISBN 978-88-209-7884-6.
- als Herausgeber mit Stanisław Grygiel: Epifania della persona. Azione e cultura nel pensiero di Karol Wojtyla e di Hannah Arendt (= Sentieri della verità. Band 4). Cantagalli, Siena 2008, ISBN 88-8272-414-X.
- Arendt, Augustine, and the new beginning. The action theory and moral thought of Hannah Arendt in the light of her dissertation on St. Augustine. Eerdmans, Grand Rapids 2008, ISBN 0-8028-2724-1 (zugleich Dissertation, Päpstliches Institut Johannes Paul II. für Studien zu Ehe und Familie 2005).
- als Herausgeber mit Stanisław Grygiel: Fede e ragione, libertà e tolleranza. Riflessioni a partire dal Discorso di Benedetto XVI all’Universita’ di Ratisbona (= Sentieri della verità. Band 5). Cantagalli, Siena 2009, ISBN 88-8272-515-4.
- als Herausgeber mit Livio Melina: Come insegnare teologia morale? Prospettive di rinnovamento nelle recenti proposte di esposizione sistematica (= Studi sulla persona e la famiglia. Atti. Band 3). Cantagalli, Siena 2009, ISBN 978-88-8272-482-5.
- als Herausgeber mit Dino Moltisanti: Migliorare l’uomo? La sfida etica dell’enhancement (= Studi sulla persona e la famiglia. Atti. Band 8). Cantagalli, Siena 2011, ISBN 88-8272-601-0.
- Contingenza creaturale e gratitudine. Cantagalli, Siena 2012, ISBN 978-88-8272-796-3.
- als Herausgeber mit Giulio Gallazzi: Affari, siete di famiglia? Famiglia e sviluppo sostenibile (= Studi sulla persona e la famiglia. Atti. Band 18). Cantagalli, Siena 2013, ISBN 88-8272-895-1.
- A greater freedom. Biotechnology, love, and human destiny. In dialogue with Hans Jonas and Jürgen Habermas. Pickwick Publications, Eugene 2013, ISBN 1-61097-900-1.
  - Marina Astrologo (Übersetzer): Una libertà più grande: la biotecnologia, l’amore e il destino umano. Un dialogo con Hans Jonas e Jürgen Habermas (= Amore Umano. Band 9). Cantagalli, Siena 2010, ISBN 88-8272-555-3.
- als Herausgeber: Neuroscienze, amore e libertà (= Studi sulla persona e la famiglia. Band 13). Cantagalli, Siena 2012, ISBN 88-8272-797-1.
- Ricordati della nascita. L’uomo in ricerca di un fondamento (= Studi sulla persona e la famiglia. Band 21). Cantagalli, Siena 2013, ISBN 88-8272-975-3.
- Famiglie diverse. Espressioni imperfette dello stesso ideale? (= Famiglia lavori in corso). Cantagalli, Siena 2015, ISBN 88-6879-148-X.
  - Familienmodelle in der Diskussion. Unvollkommene Ausdrücke desselben Ideals?  (= Ehe und Familie im Kreuzfeuer). St. Grignion-Verlag, Altötting 2015, ISBN 3-932085-51-5.
  - Álvaro Montero Baranda (Übersetzer): Pluralidad de modelos de familia. ¿Expresiones imperfectas de un mismo ideal? (= Didaskalos pro familia. Band 4). Monte Carmelo, Burgos 2016, ISBN 84-8353-780-X.
- La fecondità di una vita. Verso un’antropologia del matrimonio e della famiglia (= Famiglia lavori in corso). Cantagalli, Siena 2018, ISBN 88-6879-476-4.
- als Herausgeber: Pratiche di vita buona per una cultura della famiglia (= Studi sulla persona e la famiglia. Band 38). Cantagalli, Siena 2018, ISBN 978-88-6879-407-1.